# 張溥
張溥（1602年—1641年），字乾度，后改字天如，号侯在，改號西铭，直隶太倉州（屬今江蘇太倉市）人。明代文學家、學者，復社領導人。

## 生平
张溥幼年好读书，所读书必手抄写一遍，朗诵过后焚烧，如此者五六遍才止，右手握笔管的指掌都磨出了老茧。冬天手指受冻皲裂，每日用热水洗手数次，后来将幼时读书的书房命名为“七録齋”，即来缘于此。與同邑張采同學齊名，時稱“婁東二張”。
崇禎元年（1628年）两张以选贡入京考试，张采成进士，两人名声大振于都下。二年（1629年），张溥归乡，与郡中名士结为文社，以復古學为名，稱為復社，成員有張采、楊廷樞、楊彝、顧夢麟、朱隗、吳昌時等十一人，後來遍及全國，超過三千人，平時以文會友，兼又评议时政，“一城出观，无不知有复社者”。崇禎三年（1630年）張溥和吳偉業、楊廷樞、吳昌時、陳子龍等同時中舉。崇禎四年（1631年），又與吳偉業中進士。張溥得授庶吉士。以葬親乞假歸里。
崇禎十年（1637年），禮部員外郎吳昌時與張溥一起推舉周延儒復出。
同乡监生陸文聲要求入社被拒，因向朝廷告发张溥等结党乱天下，福建人周之夔曾经担任苏州府推官，因事被免职，怀疑是张溥所为，听闻陆文声举报复社，也弹劾张溥等人把持计典，复社等人恣横之状，章表送到巡抚张国维手中，张国维言周之夔去官并不关张溥之事，提学倪元珙也出面维护复社，俱遭到崇祯皇帝下旨斥责。
吳昌時對張溥下毒，張当夜就腹部剧痛而死，年四十。，無子嗣，學者私諡仁孝先生，黄道周为之作墓志铭。

## 家族
伯父张辅之，官至南京工部尚书。

## 著作
張溥一生著作宏丰，编述三千余卷，著作有《七錄齋集》。辑有《汉魏六朝百三家集》。天启六年（1626年），写《五人墓碑记》收入《古文观止》。另著有《萬寶全書》，記述了當時博奕娛樂（如象棋棋譜、中式骨牌）的概況。